# Graniczna Wieś
Graniczna Wieś (niem. Grenzdorf, kasz. Grônicznô Wies) – wieś w Polsce położona w województwie pomorskim, w powiecie gdańskim, w gminie Trąbki Wielkie.
W latach 1975–1998 miejscowość administracyjnie należała do województwa gdańskiego.
W czasie II wojny światowej znajdował się tu niemiecki Obóz dla Jeńców Cywilnych Graniczna Wieś (głównie Polaków i Kaszubów z Pomorza i Wolnego Miasta Gdańska). W roku 1940 w obozie został przez Niemców rozstrzelany działacz polonijny z Gdańska – Alf Liczmański.
Częścią wsi jest Pruska Karczma (SIMC 0176124) – osada leśna wsi.

## Historia
Wieś wymieniona w Słowniku geograficznym Królestwa Polskiego jako Graniczna (niem. Grenzdorf). Wieś szlachecka oraz dobra w powiecie gdańskim, tuż nad granicą powiatu kościerskiego, położona nad strugą Czerwoną Strugą (Roth-flieess). Gruntu było tu 971 mórg, zamieszkana przez 64 katolików i 185 ewangelików, mieszkających w 33 domach. Podlega parafii Prągnowy, najbliższa szkoła w Czerniewo, poczta Skarszewy. Odległość od Gdańska 4 mile, od Skarszew 1 mila. W roku 1789 posiadaczem wsi był Jan Trembecki chorąży, obecnie (II połowa XIX wieku) niemiecki.